# Municipio de Whitmore
El municipio de Whitmore (en inglés: Whitmore Township) es un municipio ubicado en el condado de Macon en el estado estadounidense de Illinois. En el año 2010 tenía una población de 4471 habitantes y una densidad poblacional de 46,79 personas por km².

## Geografía
El municipio de Whitmore se encuentra ubicado en las coordenadas 39°55′47″N 88°51′16″O / 39.92972, -88.85444. Según la Oficina del Censo de los Estados Unidos, el municipio tiene una superficie total de 95.56 km², de la cual 92.98 km² corresponden a tierra firme y (2.7%) 2.58 km² es agua.

## Demografía
Según el censo de 2010, había 4471 personas residiendo en el municipio de Whitmore. La densidad de población era de 46,79 hab./km². De los 4471 habitantes, el municipio de Whitmore estaba compuesto por el 84.16% blancos, el 11.94% eran afroamericanos, el 0.38% eran amerindios, el 0.27% eran asiáticos, el 0.02% eran isleños del Pacífico, el 0.72% eran de otras razas y el 2.51% pertenecían a dos o más razas. Del total de la población el 2.64% eran hispanos o latinos de cualquier raza.